# Смолевичи (футбольный клуб)
«Смолеви́чи» (бел. Смалявічы) — белорусский футбольный клуб, базирующийся в городе Смолевичи Минской области.

## Названия
- 1989 — «Мелиоратор».
- 1996—1997 — «Кристалл».
- 2009—2011 — «Вигвам».
- 2011 — «Смолевичи».
- 2012—2017 — «Смолевичи-СТИ».
- с 2018 — «Смолевичи».

## История
В 1996—1997 годах команда из Смолевичей под названием «Кристалл» играла в Третьей лиге (Д-3) чемпионата Беларуси.
Под названием «Вигвам» в 2009 году под руководством тренера Александра Михальченко команда участвовала в чемпионате Минской области, по итогам которого заняла 10-е место среди 14 участников. В следующем году «Вигвам» выступал во Второй лиге (Д-3) чемпионата Республики Беларусь по футболу, заняв 11-е место среди 18 команд.
В апреле 2011 года клуб получил свидетельство о государственной регистрации и стал членом Белорусской федерации футбола. 19 июля главным тренером назначен известный белорусский специалист Юрий Пунтус, ранее тренировавший молодёжную и национальную сборные, а также такие клубы высшей лиги, как БАТЭ, МТЗ-РИПО и брестское «Динамо». В августе клуб переименован в ФК «Смолевичи» и под таким названием занял 12-е место из 16 команд второй лиги.
В сезоне 2012 года команда получила новое название — «Смолевичи-СТИ» по титульному спонсору «СарматТермоИнжиниринг». Клуб подошёл к новому сезону во второй лиге не в роли «постоянного аутсайдера», а в качестве «теневого фаворита» турнира. Сезон для команды сложился удачно, уже за 4 тура до конца первенства, победив в домашнем матче «Осиповичи» (2:0), она досрочно вышла в Первую лигу. В этом же матче команда впервые сыграла на своём новом стадионе под названием «Озёрный».
В сезоне 2013 «Смолевичи» дебютировали в Первой лиге. По итогам сезона 2017 года занял 2-е место в Первой лиге и дебютировал в Высшей лиге, но год спустя занял 15-е место и вновь отправился во второй дивизион.

## Руководство клуба и тренерский штаб
- Директор: Александр Викторович Шлыков
- Начальник команды: Сергей Артемьевич Михайлов
- Главный тренер:  Александр Ванюшкин
- Тренер:  Александр Филазапович

## Текущий состав команды
| №             | Игрок                | Страна        | Дата рождения             | Бывший клуб              | В ком. с: |
| Вратари       | Вратари              | Вратари       | Вратари                   | Вратари                  | Вратари   |
| ------------- | -------------------- | ------------- | ------------------------- | ------------------------ | --------- |
| 1             | Евгений Керко        | Флаг Беларуси | 1 мая 1983 (42 года)      | Девайс (Минск)           | 2021      |
| 12            | Владимир Небышинец   | Флаг Беларуси | 7 января 2002 (23 года)   | Торпедо-БелАЗ            | 2021      |
| Защитники     |                      |               |                           |                          |           |
| 3             | Алексей Драчев       | Флаг Беларуси | 22 августа 1994 (30 лет)  | Виктория (Марьина Горка) | 2021      |
| 4             | Артём Соболев        | Флаг Беларуси | 7 апреля 2003 (22 года)   | Воспитанник клуба        | 2021      |
| 19            | Никита Пучковский    | Флаг Беларуси | 4 марта 1998 (27 лет)     | Легион (Минск)           | 2021      |
| 24            | Вячеслав Шеремет     | Флаг Беларуси | 8 сентября 2001 (23 года) | Торпедо-БелАЗ            | 2021      |
| 25            | Евгений Гордейчик    | Флаг Беларуси | 9 июля 2004 (21 год)      | МНК (Минск)              | 2021      |
| 39            | Алекси Вейго         | Флаг Беларуси | 10 февраля 2002 (23 года) | Воспитанник клуба        | 2021      |
| 49            | Егор Бабич           | Флаг Беларуси | 12 октября 2001 (23 года) | Ошмяны-БГУФК             | 2021      |
| 99            | Александр Гаврильчик | Флаг Беларуси | 29 декабря 2000 (24 года) | Энергетик-БГУ            | 2021      |
| Полузащитники |                      |               |                           |                          |           |
| 7             | Павел Садовский      | Флаг Беларуси | 17 февраля 1999 (26 лет)  | Арсенал                  | 2020      |
| 8             | Павел Ляхнович       | Флаг Беларуси | 7 января 1997 (28 лет)    | Ошмяны-БГУФК             | 2021      |
| 10            | Алексей Демидович    | Флаг Беларуси | 12 мая 2002 (23 года)     | Ислочь                   | 2021      |
| 11            | Алексей Чекалдин     | Флаг Беларуси | 16 сентября 1998 (26 лет) |                          | 2021      |
| 17            | Андрей Стрижеус      | Флаг Украины  | 18 августа 1995 (29 лет)  | Гранит                   | 2021      |
| 29            | Максим Фурс          | Флаг Беларуси | 7 июля 2003 (22 года)     | Воспитанник клуба        | 2021      |
| 77            | Илья Петрович        | Флаг Беларуси | 5 декабря 2000 (24 года)  | Ислочь                   | 2021      |
| 97            | Алексей Корзюк       | Флаг Беларуси | 8 июня 1999 (26 лет)      | Крумкачы                 | 2018      |
|               | Егор Нестерович      | Флаг Беларуси | 20 июля 2002 (22 года)    | Ислочь                   | 2021      |
| Нападающие    |                      |               |                           |                          |           |
| 22            | Владислав Мельник    | Флаг Беларуси | 24 февраля 2001 (24 года) | Минск                    | 2021      |
| 39            | Александр Каржевич   | Флаг Беларуси | 7 сентября 1998 (26 лет)  |                          | 2021      |
| 30            | Данила Лужинский     | Флаг Беларуси | 22 августа 2002 (22 года) | Воспитанник клуба        | 2021      |

## История выступлений
| Сезон | Лига                                         | И  | В  | Н  | П  | Г      | О  | Место                             | Бомбардир              | Кубок |
| ----- | -------------------------------------------- | -- | -- | -- | -- | ------ | -- | --------------------------------- | ---------------------- | ----- |
| 2010  | Вторая лига                                  | 34 | 10 | 11 | 13 | 32-41  | 41 | 11 из 18                          | Егор Семёнов — 12      | 1/32  |
| 2011  | Вторая лига                                  | 30 | 8  | 8  | 14 | 45-48  | 32 | 12 из 16                          | Денис Трапашко — 7     | 1/32  |
| 2012  | Вторая лига                                  | 36 | 26 | 9  | 1  | 113-22 | 87 | 1 из 19                           | Денис Трапашко — 38    | 1/32  |
| 2013  | Первая лига                                  | 30 | 12 | 8  | 10 | 50-37  | 44 | 8 из 16                           | Денис Трапашко — 11    | 1/16  |
| 2014  | Первая лига                                  | 30 | 12 | 4  | 14 | 37-41  | 40 | 10 из 16                          | Егор Семёнов — 8       | 1/32  |
| 2015  | Первая лига                                  | 30 | 13 | 8  | 9  | 47-37  | 40 | 7 из 16                           | Алексей Ходневич — 12  | 1/16  |
| 2016  | Первая лига                                  | 26 | 9  | 7  | 10 | 38-29  | 34 | 8 из 14                           | Александр Ануфриев — 9 | 1/16  |
| 2017  | Первая лига                                  | 30 | 18 | 4  | 8  | 46-22  | 58 | 2 из 16                           | Валерий Горбачик - 15  | 1/16  |
| 2018  | Высшая лига                                  | 30 | 5  | 9  | 16 | 21-39  | 24 | 15 из 16                          | Валерий Горбачик - 5   | 1/16  |
| 2019  | Первая лига                                  | 28 | 19 | 7  | 2  | 61-16  | 64 | 2 из 15                           | Евгений Барсуков - 15  | 1/16  |
| 2020  | Высшая лига                                  | 29 | 3  | 5  | 21 | 27-72  | 14 | 16 из 16                          | Александр Джигеро - 5  | 1/16  |
| 2021  | Вторая лига, Минская область, Север          | 18 | 9  | 1  | 8  | 56-35  | 28 | 12 из 21 (в див. Север — 6 из 10) |                        | 1/16  |
| 2021  | Вторая лига, Минская область, стыковые матчи | 2  | 0  | 0  | 2  | -:+    | 0  | 12 из 21 (в див. Север — 6 из 10) |                        | 1/16  |